# Ansermanuevo
Ansermanuevo – miasto w Kolumbii, w departamencie Valle del Cauca.